# Основна теорема алгебри
Основна теорема алгебри стверджує, що всякий відмінний від константи многочлен з однією змінною над полем комплексних чисел має щонайменше один комплексний корінь. Це також стосується і многочленів із дійсними коефіцієнтами, оскільки будь-яке дійсне число є комплексним числом із уявною частиною, яка дорівнює нулю.
Звідси випливає, що многочлен степеня {\displaystyle n} має {\displaystyle n} комплексних коренів, враховуючи їхні кратності.
Еквівалентно (за визначенням), теорема стверджує, що поле комплексних чисел є алгебраїчно замкненим.

## Доведення
Найпростіше доведення цієї теореми дається методами комплексного аналізу. Використовується той факт, що функція, яка аналітична на всій комплексній площині й не має особливостей на нескінченності, є константа. Тому, функція, зворотна многочлену, повинна мати хоч один полюс на комплексній площині, а, відповідно, многочлен має хоч один корінь.

## Історія
Як припущення ця теорема вперше зустрічається у німецького математика Пітера Роуте (пом. 1617). Перші доведення основної теореми алгебри належать Жирару, 1629 р., і Декарту, 1637 р., у формулюванні, відмінному від сучасного. Маклорен і Ейлер уточнили формулювання надавши їй форму, еквівалентну сучасній:
|  | Всякий многочлен з дійсними коефіцієнтами можна розкласти в добуток лінійних і квадратичних множників з дійсними коефіцієнтами. |

Даламбер першим в 1746 р. опублікував доведення цієї теореми. Його доказ ґрунтувався на лемі, що якщо для якоїсь x f(x)≠0, де f(x) — многочлен ступеня ≥1, то знайдеться точка x1 така, що |f(x1)|<|f(x)|. Доказ цей був би абсолютно строгим, якби Д'аламбер міг довести, що десь на комплексній площині значення модуля многочлена досягає найменшого значення. У 2-й половині XVIII століття з'являються докази Ейлера, Лапласа, Лагранжа й інших. У всіх цих доказах передбачається заздалегідь, що якийсь «ідеальний» корінь многочлена існує, а потім доводиться, що, принаймні, один з них є комплексним числом. Ґаусс першим дав доказ без цього припущення (єдиним недоведеним Ґауссом припущенням було те, що многочлен з дійсними коефіцієнтами приймає як позитивне, так і негативне значення також має і корінь, що досить геометрично очевидно). Його доказ, по суті, містить побудову поля розкладання многочлена.
З часів доведення теореми в алгебрі було відкрито дуже багато нового, тому сьогодні «основною» цю теорему назвати вже не можна: ця назва тепер є історичною. Крім того, існуючі доведення теореми не цілком «алгебраїчні», вони застосовують твердження про топологію комплексної площини, або хоч би дійсної прямої.
Проте 2015 року P. Blaszczyk, використавши гіпердійсну модель дійсної числової прямої, опублікував чисто алгебраїчне доведення цієї теореми.